# 中国科学院空间应用工程与技术中心
中国科学院空间应用工程与技术中心是代表中国科学院牵头负责中国有关载人航天等专项重大科技应用系统方面的总体管理和技术集成的研究所。该所具体职能包括组织协调空间应用系统的战略研究、总体规划、系统总体设计、总体计划与管理、系统总体集成、系统总体测试、总体支撑保障、在轨运行和应用等，同时负责协助管理中科院承担的载人航天工程各大系统协作配套任务。中国科学院空间应用工程与技术中心的前身是中国科学院空间科学与应用总体部（简称“总体部”）。1993年至2003年，“总体部”挂靠空间科学与应用研究中心，独立运行；2003年至2010年，挂靠光电研究院，独立运行；2010年11月，中共中科院党组决定在“总体部”的基础上筹建中国科学院空间应用工程与技术中心；2012年8月，中央机构编制委员会办公室批复同意成立中科院空间应用工程与技术中心。